# Хорсшу (водопад)
Хорсшу (англ. Horseshoe Fall, в переводе с английского языка название водопада означает «Подкова»), также известный как Канадский водопад (англ. Canadian Falls) — крупнейший из трёх водопадов, в совокупности образующих Ниагарский водопад. Высота падения воды — 51 метр, ширина водопада — 820 метров. 90 % воды, проходящих через Ниагарский водопад, проходят через Хорсшу, остальные 10 % приходятся на Американский водопад и Бридал Вейл Фолз. Хоросшу находится между Террапин Пойнт на Козьем острове в штате Нью-Йорк и Столовым камнем в канадской провинции Онтарио.

## Международная граница

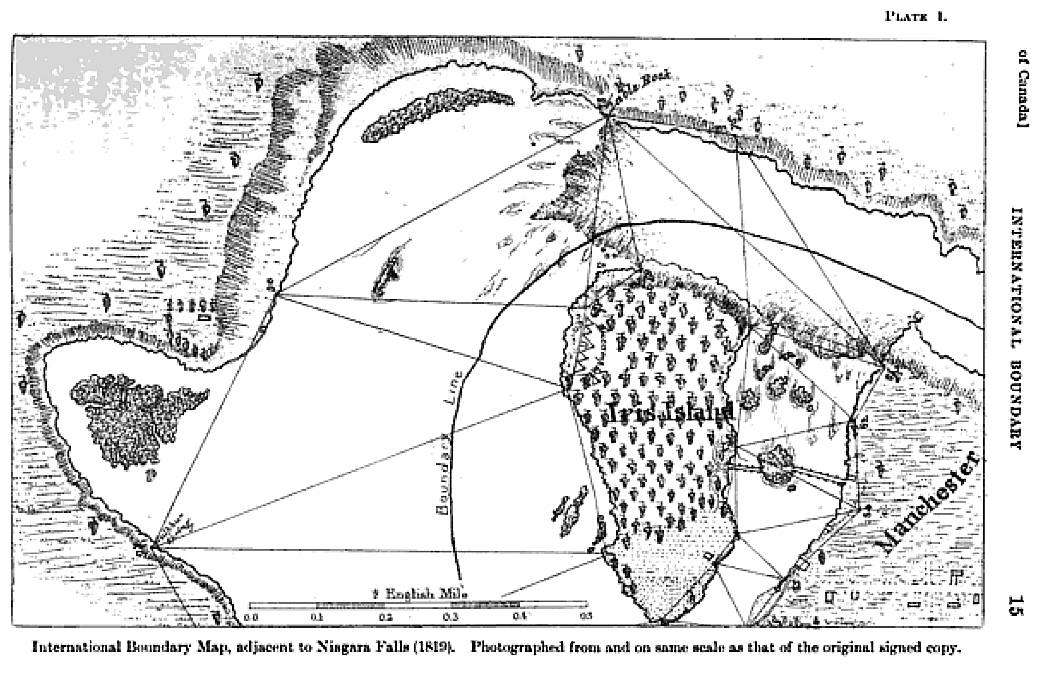
1819 Boundary Commission map of the International Boundary Line cutting through Horseshoe Falls

Когда в 1819 году на основе Гентского договора была определена граница между США и Канадой, северо-восточная оконечность Хоросшу принадлежала штату Нью-Йорк. Граница проходила возле Террапиновых скал, которые тогда были соединены с Козьим островом несколькими мостами.
Официальные национальные карты Канады и США указывают, что небольшая часть Хоросшу расположена на территории США.